# Sindicato amarillo
Se conoce como sindicato amarillo a aquellos sindicatos que, siendo creados o controlados por los empleadores, responden a los intereses de estos antes que a los de los trabajadores. También se ha aplicado a sindicatos reformistas, que rechazan las acciones coactivas y contemporizan con el sistema político-económico en lugar de tener una actitud combativa. A veces se llama verticales a los sindicatos amarillos, aunque el concepto se suele reservar para otros tipos de organizaciones.

## Origen del término
El término proviene de la historia del sindicalismo francés. En noviembre de 1899 en Montceau-les-Mines (Saona y Loira), un grupo de mineros que rechazaban las huelgas fundaron un sindicato que los reuniera y promoviera esa posición. El sindicato se amplió en 1901 para crear la Unión Federativa de sindicatos y grupos obreros profesionales de Francia y las colonias, liderada por Paul Lanoir. Las ventanas del local de reunión tenían papel transparente amarillo, color que fue elegido para distinguirse del rojo que utilizaban los sindicatos socialistas. El 1 de abril de 1902 Pierre Biétry fundó la «Federación Nacional de los Amarillos de Francia».
El propio Biétry, en su libro El socialismo y los amarillos, dice que su objetivo es «realizar el renacimiento nacional a partir de la reconciliación de las clases sobre un programa de justicia social».
En mayo de 1908, Biétry organizó su movimiento en dos organizaciones, un partido político llamado el Partido Propietarista (Parti Propriétiste) y una central sindical, la Federación Sindicalista de los Amarillos de Francia. El sindicalismo amarillo proponía la participación de los obreros en la propiedad de los medios de producción (el «propietarismo»), la colaboración entre trabajadores y patrones con el fin de formar «la gran familia del trabajo», unida por una «inseparable comunidad de intereses». (Paul Lanoir, Discurso en el primer banquete de los Amarillos, L'Union ouvrière, 1902).

## Características
La formación de sindicatos amarillos está expresamente prohibida por la Organización Internacional del Trabajo, en uno de los principales convenios de la Organización Internacional del Trabajo, el Convenio 98 sobre Derecho de Sindicación y Negociación Colectiva, en el segundo artículo:

Artículo 2
1. Las organizaciones de trabajadores y de empleadores deberán gozar de adecuada protección contra todo acto de injerencia de unas respecto de las otras, ya se realice directamente o por medio de sus agentes o miembros, en su constitución, funcionamiento o administración.
2. Se consideran actos de injerencia, en el sentido del presente artículo, principalmente, las medidas que tiendan a fomentar la constitución de organizaciones de trabajadores dominadas por un empleador o una organización de empleadores, o a sostener económicamente, o en otra forma, organizaciones de trabajadores, con objeto de colocar estas organizaciones bajo el control de un empleador o de una organización de empleadores.

Las legislaciones nacionales suelen tener normas similares y en muchos casos consideran como «conducta antisindical» o «conducta desleal» la influencia más o menos directa de los empleadores en el sindicato. En este sentido, la legislación española prohíbe en su Ley Orgánica 11/1985, de 2 de agosto, de Libertad Sindical (LOLS) en su artículo 13 párrafo 2: "Expresamente serán consideradas lesiones a la libertad sindical los actos de injerencia consistentes en fomentar la constitución de sindicatos dominados o controlados por un empleador o una asociación empresarial, o en sostener económicamente o en otra forma sindicatos con el mismo propósito de control."
Asimismo, en el artículo 15 de dicha ley, se establece la concurrencia con el orden penal en caso de que se considere probada la injerencia: "Si el órgano judicial entendiese probada la violación del derecho de libertad sindical decretará el cese inmediato del comportamiento antisindical, así como la reparación consiguiente de sus consecuencias ilícitas, remitiendo las actuaciones al Ministerio Fiscal, a los efectos de depuración de eventuales conductas delictivas."

## Sindicato de empresa y sindicato amarillo
Por su debilidad y la subsecuente factibilidad de que el empleador influya en él, un sindicato de empresa suele ser asimilado a un sindicato amarillo. En México se conocen como 'sindicatos blancos' o 'sindicatos charros'.

## Casuística
Recientemente importantes empresas globales, como Siemens de Alemania, Citroën de Francia, Abengoa, El Corte Inglés, Asturiana de Zinc (AZSA) y el Banco Santander de España y carteras estatales como la Dirección General de Cultura y Educación de la Provincia de Buenos Aires, han sido acusadas de crear y promover sindicatos amarillos.